# 阿德尔·塔拉卜特
艾迪爾·泰拉拔（阿拉伯语：عادل تعرابت；1989年5月24日—）是一名摩洛哥足球運動員，司職中場。

## 生平

### 球會
早年
泰拉拔出生於摩洛哥非斯-布勒曼大區首府非斯，自小移居法國。泰拉拔出身朗斯青訓系統，僅曾為球隊上陣1場作賽2分鐘。
熱刺
2007年1月2日熱刺擊敗一眾英超對手如車路士及阿仙奴取得泰拉拔以長期借用形式加盟。加盟後僅兩個月，他獲得首次為熱刺一隊上陣機會，在對倫敦本地對手韋斯咸於87分鐘後補登場，當時比分為2-3熱刺落後，泰拉拔入場後扭轉形勢，甫入場即在禁區邊緣博得自由球後由貝碧托夫射入披平，更於補時由史杜迪利射入絕殺對手，賽果4-3熱刺客場取勝；其後於4月7日他再獲下半場後補上陣對車路士，出任前鋒，惟未能協助球隊扳平小負0-1。
4月10日泰拉拔宣稱已與熱刺達成協議簽約五年，於5月尾當他年滿18歲後正式生效。6月8日熱刺正式將泰納特收歸旗下，轉會費達350萬歐元。一如其他北非裔法國球員，泰拉拔亦被稱為施丹接班人。他於7月7日季前熱身賽對史提芬納治射入加盟後首個入球。2007/08年球季他於8月18日首次披甲，主場4-0擊敗打比郡再次以後補身份上陣。這個球季泰拉拔合共為熱刺上陣10場，包括6場英超，亦在1場英格蘭足總盃及3場歐洲足協盃的賽事上陣，全部以後補身份登場。
翌季季初時任熱刺領隊拉莫斯沒有安排一隊背號給泰拉拔，但稍後接任的哈里·雷德克纳普才再為他註冊背號。期間分別在1場英格蘭聯賽盃及1場英格蘭足總盃後補上陣；2009年2月8日泰拉拔首嘗北倫敦打吡滋味，熱刺主場0-0賽和大部分時間10人應戰的阿仙奴。
外借昆士柏流浪
2009年3月13日泰拉拔獲外借到英冠球會昆士柏流浪直到球季結束。翌日首次披甲作客對修咸頓，後補上陣賽和0-0；3月17日主場對史雲斯，泰拉拔正選上陣，協助球隊小勝1-0；他於下一場2-1主場擊敗布里斯托城的賽事中射入個人兼加盟以來首個入球。在昆士柏流浪上陣7場後，他的外借期因於操練時受傷需要動手術治理而提早結束。由於未能闖入熱刺一隊陣中，泰拉拔志切於夏季離隊，西甲球會馬拉加提出先借後買，但被哈里·雷德克纳普拒絕。
泰拉拔於2009年7月23日再被外借到昆士柏流浪1整個球季。泰拉拔成為陣中主力，大部分賽事均以正選身份上陣。8月29日作客對斯肯索普於開賽僅3分鐘射入致勝球，1-0客場取得本季聯賽首勝；10月17日主場對普雷斯頓，開賽後11分鐘，泰拉拔在後半場以胸口控定皮球，於盤球前進20碼時先後扭過3名敵方球員，然後於離球門25碼外「灣」球入網窩先拔頭籌，其後再於下半場禁區內被侵犯博得十二碼由隊友射入，最終大勝4-0；10月24日作客對打比郡，上半場戰至36分鐘已落後兩球，完半場前5分鐘，泰拉拔憑25碼外自由球「灣」入球門下角追成1-2，下半場昆士柏流浪再入3球反勝4-2，於聯賽榜闖進前6位，泰拉拔認為球隊如能保持佳態，季末可挑戰升班席位。下仗主場對莱斯特城，上半場33分鐘泰納特與積·森遜互傳後射入先開紀錄，但马特·费耶特梅開二度帶領客隊取得勝利；而11月7日作客錫周三，泰拉拔投桃報李，助攻予積·森遜先拔頭籌，協助球隊2-1獲勝並進佔聯賽榜第4位。上半季泰拉拔在各項賽事合共上陣24場，射入4球。
熱刺曾向昆士柏流浪承諾如在冬季轉會窗沒有其他英超球隊要求收購泰拉拔，他下半季可留隊直到球季結束，結果泰拉拔如願留效昆士柏流浪。但人事不停變動的昆士柏流浪成績下滑，僅能留守中游席位，本季第五任領隊尼尔·沃诺克（Neil Warnock）甚至連泰拉拔的姓氏亦不識讀，但已對他的表現讚口不絕。
昆士柏流浪
2010年8月5日泰拉拔正式轉投昆士柏流浪，簽約三年，轉會費沒有透露，據報初步金額為60萬英鎊，如球隊在聯賽排名頭六位以內加付20萬英鎊，成功升班英超再加付20萬英鎊。泰拉拔在新球季首兩場賽事對及各射入1球，帶領球隊取得4勝1和不敗佳績高據榜首，亦使他獲選「8月英冠最佳球員」。泰拉拔於季前獲委為隊長的（Fitz Hall）季初受傷後即帶上隊長臂章。
2011年3月20日泰拉拔獲選「英冠年度最佳球員」。

### 國家隊
泰拉拔曾代表法國在16歲以下、17歲以下及18歲以下層面參加國際賽，雖然泰拉拔曾一度拒絕代表摩洛哥U23角逐奧運外圍賽，但於2009年1月29日接納邀請代表成年摩洛哥國家隊，並表示：「當我獲得這個機會，我感到是合適的時間。」。2009年2月11日泰拉拔首披國家隊戰袍在卡萨布兰卡友賽捷克；他於3月28日為摩洛哥參戰對加蓬的世界盃外圍賽，下半場後補登場，但不幸主場1-2落敗。
泰拉拔於2009年3月31日友賽2-0擊敗安哥拉首次正選登場兼射入首個國際賽入球；2009年9月6日在世界盃外圍賽作客對多哥，泰拉拔於完場前補時階段射入，為球隊扳平1-1，取得首個競爭性國際賽入球。他再10月10日於作客對加蓬在賽事末段射入，但球隊仍以1-3敗陣，主客兩場均俯首稱臣。最終摩洛哥在小組6戰3和3負敬陪末席，不但未能出席南非世界盃決賽週，更喪失2010年非洲國家盃參賽資格。
國家隊入球
| # | 日期           | 場地           | 對手   | 入球 | 賽果 | 競賽         |
| - | -------------- | -------------- | ------ | ---- | ---- | ------------ |
| 1 | 2009年3月31日  | 葡萄牙，里斯本 | 安哥拉 | 1-0  | 2-0  | 友誼賽       |
| 2 | 2009年9月6日   | 多哥，洛美     | 多哥   | 1-1  | 1-1  | 世界盃外圍賽 |
| 3 | 2009年10月10日 | 加蓬，利伯维尔 | 加彭   | 1-3  | 1-3  | 世界盃外圍賽 |

## 外部連結及影像

### 統計
- 阿貝爾·泰納特 – FIFA國際賽競賽紀錄 (存檔)
- 足球数据库：阿貝爾·泰納特的球员统计数据
- 熱刺官網簡歷 （页面存档备份，存于）